# Jim Abromaitis
James Abromaitis, detto Jim (Waterbury, 7 marzo 1953), è un ex cestista statunitense, professionista in Spagna e in Italia.
Ha un figlio, Tim, anch'egli cestista.

## Carriera
È stato selezionato dai New Jersey Nets al quinto giro del Draft NBA 1979 (95ª scelta assoluta).